# 朱觀熰
朱觀熰，字中立，明朝魯藩镇国中尉，钜野王朱陽鎣的曾孙，奉国将军朱健根的儿子。
朱觀熰为母居丧，吃素食超过一年，哀痛形销骨立。曾经绘《太平图》献给皇帝。被明世宗嘉奖，赐承训书院名额和《五经》等书。同时钜野中尉朱颐堟、安丘将军朱颐墉，也有诗名。乐陵王朱頤𡍌亦喜称诗。